# Малиновський Цезар Казимирович
Цезар Казимирович Малиновський (8 грудня 1922, Купіль — 29 липня 2002, Київ) — радянський офіцер, Герой Радянського Союзу, в роки німецько-радянської війни командир взводу 220-ї танкової бригади 5-ї ударної армії 1-го Білоруського фронту, старший лейтенант.

## Біографія
Народився 8 грудня 1922 року в селі Купіль Волочиського району Хмельницької області в селянській родині. Українець. Член КПРС з 1944 року. Закінчив дев'ять класів середньої школи.
У червні 1941 року призваний до лав Червоної Армії. У 1942 році закінчив Саратовське танкове училище. У боях німецько-радянської війни з січня 1943 року. Воював на 1-му Білоруському фронті.
У січні 1945, діючи у складі передового загону, завдав у боях великих втрат противнику і забезпечив наступ головних сил бригади. Першим перерізав залізницю Варшава—Радом. Взвод протягом години утримував її, відбиваючи контратаки противника. Ц. К. Малиновський був поранений, але не залишив поле бою.
Указом Президії Верховної Ради СРСР від 27 лютого 1945 року за зразкове виконання бойових завдань командування і проявлені при цьому мужність і героїзм старшому лейтенантові Цезарю Казимировича Малиновському присвоєно звання Героя Радянського Союзу з врученням ордена Леніна і медалі «Золота Зірка» (№ 7269).

Могила Цезаря Малиновського

Після закінчення війни продовжив службу в армії. У 1957 році закінчив Військову академію бронетанкових військ. З 1973 року полковник Ц. К. Малиновський — в запасі. Жив у Києві. Помер 29 липня 2002 року. Похований у Києві на Міському кладовищі «Берківці».

## Нагороди
Нагороджений орденом Леніна, орденом Вітчизняної війни 1-го ступеня, орденом Трудового Червоного Прапора, двома орденами Червоної Зірки, медалями.